# Hemigrammus rodwayi
O tetra-lips ou simplesmente lips (Hemigrammus rodwayi ) é uma espécie de peixe teleósteo, caraciforme, da família dos caracídeos. Tais peixes chegam a medir até 5 cm de comprimento.